# Cimitero Sud di Saint-Mandé
Il cimitero Sud di Saint-Mandé è un cimitero situato nell'area di Parigi ma dipendente dal comune di Saint-Mandé; è situato in rue du Général-Archinard 25, tra avenue du Général-Messimy e la tangenziale, nel quartier du Bel-Air, a sud-est del XII arrondissement di Parigi. Il cimitero si estende su 3,03 ettari e accoglie circa 4 000 - 5 000 tombe.

## Storia
Storicamente, è il secondo cimitero della cittadina di Saint-Mandé creato a causa della saturazione del cimitero a nord, vicino ai confini del comune di Montreuil-sous-Bois. Venne aperto nel 1878 e fu realizzato in una zona storica della cittadina, quando questa era ancora fuori dai confini di Parigi, lungo le mura di Thiers. Ampliato nel 1886, il cimitero venne ceduto dalla cittadina a Parigi nel 1929.
Due sono i monumenti di notevole importanza in questo cimitero. Il primo, realizzato dalla Compagnie des chemins de fer de l'Est è dedicato alle 44 vittime dell'incidente ferroviario del 26 luglio 1891, avvenuto presso la stazione di Saint-Mandé; il secondo è un memoriale militare che ospita, dal 1974, i corpi di 791 soldati morti nell'Hôpital d'instruction des armées Bégin durante i vari conflitti del XX secolo.

## Personalità sepolte
Tra i sepolti nel cimitero troviamo:
- Jean Bertaud (1898-1985), sindaco di Saint-Mandé
- Jeanne-Marie Darré (1905-1999), pianista
- Calixte Delmas (1906-1927), atleta
- Marcel Espiau (1899-1971), giornalista
- André Gerberon (1905-1961), patriota
- Alfred Grévin (1827-1892), scultore
- Jean-Pierre Lamy (1945-1970), comico
- Camille Mège (1878-1958), sindaco di Saint-Mandé
- Jules Moinaux (1815-1895), scrittore (padre di Georges Courteline)
- Fernand Oubradous (1903-1986), compositore
- Paulus (1845-1908), cantante
- Albert Rischmann (1839-1919), sindaco di Saint-Mandé
- Charles Rigoulot (1903-1962), culturista e pilota
- Alexandre Tansman (1897-1986), musicista e compositore
- Martin Teichner (1924-1992), comico
- André Versini (1923-1966), comico
- Robert-André Vivien, deputato e sindaco di Saint-Mandé

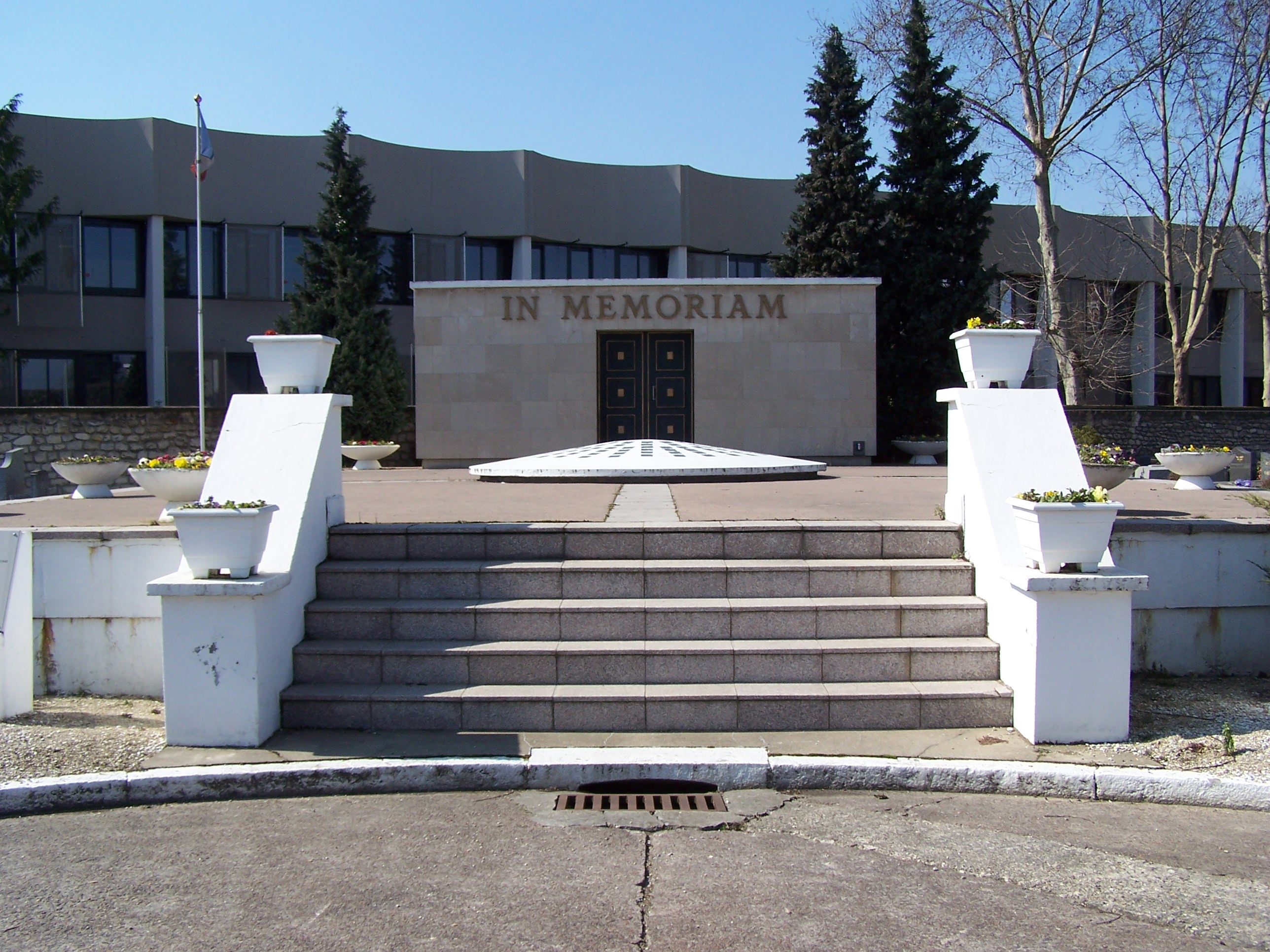
Memoriale dedicato ai soldati francesi
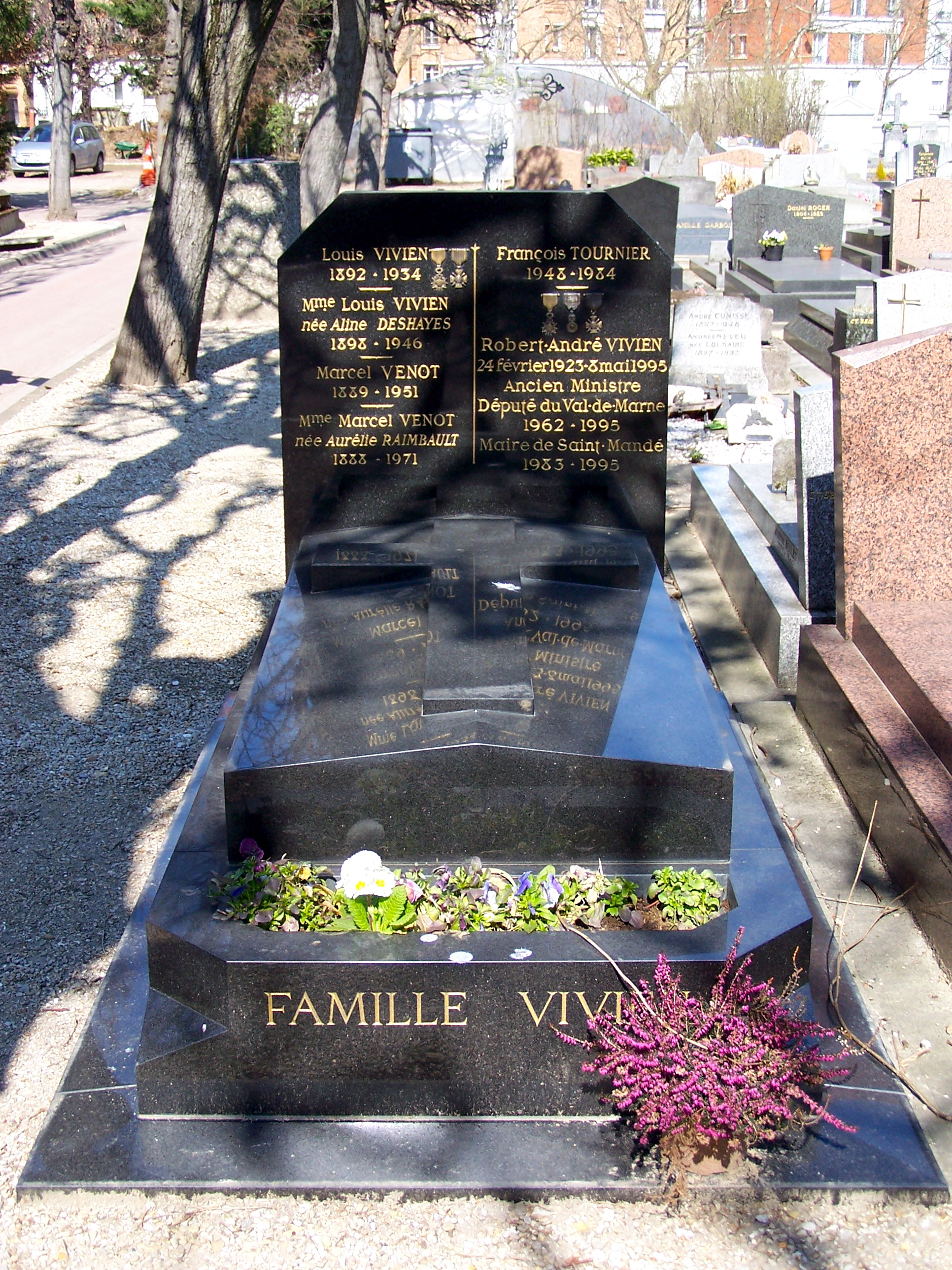
Tomba di famiglia di Robert-André Vivien